# Pierre Jérôme
 (avril 2016).
Pierre Jérôme, né le 20 janvier 1905 à Dunkerque, et mort le 11 mars 1982 à Paris, est un peintre français.
1er prix de Rome en 1934 et professeur à l’Académie de la Grande Chaumière et à l’École polytechnique à Paris.

## Biographie
Pierre Émile Henri Jérôme est le fils d’Arthur Alfred Henri Jérôme et de Jeanne Marie Louis Boulanger. Son ascendance, tant paternelle que maternelle, est picarde. En 1910, sa famille s’installe à Paris. Pierre Jérôme fréquente l’école communale de la rue Damrémont dans le quartier de Montmartre. En 1914, son père est mobilisé dès les premiers jours de la Première Guerre mondiale et sa mère a pour unique ressource l’allocation militaire. Lorsque Paris est bombardé, elle se réfugie avec ses enfants à Amboise, puis à Caen, où le Pierre Jérôme travaille chez un avoué. La famille revient ensuite à Paris. Pierre Jérôme et sa mère travaillent à la compagnie d’assurances La Paix ; il y est coursier jusqu’à la démobilisation de son père, en 1918. Un soir, en remontant la rue de Maubeuge avec sa mère, il passe devant une boutique de fournitures pour artistes où sont exposés en devanture des reproductions de dessins de maîtres. Sa mère lui en achète quelques-unes, ainsi qu’une boîte de crayons et du papier à dessin. Dès lors, les loisirs de Pierre Jérôme sont exclusivement consacrés à copier ces modèles.
De retour de la guerre en 1919, son père accepte de lui faire prendre quelques leçons pour qu’il se présente au concours d’admission de l’École Bernard Palissy (devenue École Duperré) à Paris, où il est reçu. En seconde année, il choisit l’atelier de peinture décorative et obtient le second prix. Tempérant une inclination pour la peinture qui ne pourrait déboucher que sur une carrière trop aléatoire, son père décide de le former à une profession immédiatement lucrative et l’inscrit en apprentissage à la Chambre syndicale de la bijouterie, joaillerie, orfèvrerie et horlogerie. Il y demeure six mois et travaille ensuite chez un fabricant de bijoux pour forains dans le quartier du Temple. C’est alors que sa vocation de peintre se décide. Il suit assidûment des cours du soir tout en travaillant comme dessinateur de bijoux chez plusieurs fabricants, en particulier un ciseleur et un joailler.
En 1924, son père ayant subi une grave opération, Pierre Jérôme le remplace pendant un an comme représentant d’une fabrique de textiles. Il continue cependant à fréquenter les cours du soir. De 1925 à 1926, il effectue un service militaire de dix-huit mois. Au cours de ses permissions, il cherche et trouve une place de dessinateur à mi-temps qui rend possible son projet d'admission à l’École des beaux-arts de Paris. Il échoue au concours d’entrée en 1927. Il est néanmoins admis aux galeries où il dessine d’après l’Antique. Plus tard, il entre comme élève libre dans l’atelier du peintre Jean-Pierre Laurens. Durant quelques années, Pierre Jérôme continue de satisfaire aux commandes de créations d’un atelier qui travaille pour plusieurs joaillers de la rue de la Paix, tout en restant assidu, chaque matin, à l’atelier des Beaux-Arts.
Il envoie son premier tableau au Salon des artistes français de 1930, où il obtient une mention honorable et un prix de l’Institut. En 1932, la mort de son patron d’atelier Jean-Pierre Laurens l’affecte profondément. Il suit désormais les conseils du frère de Pierre Laurens, Paul Albert Laurens, qui a pris sa succession aux Beaux-Arts. Il prépare le concours du prix de Rome et obtient le deuxième second grand prix avec L’Enfance de Jésus. Il obtient également une médaille d’argent au Salon des artistes français avec Pierre Laurens sur son lit de mort (musée des beaux-arts de Chartres). En 1933, sa nouvelle tentative pour le prix de Rome est récompensée par le premier second grand prix attribué à Suzanne et les vieillards. Il obtient enfin le premier grand prix de Rome en 1934 avec Ulysse chez la nymphe Calypso. Il devient pensionnaire de la villa Médicis à Rome en 1935, mais une grave maladie l’oblige à partir se reposer dans un village des Abruzzes, San Vito Romano, où il peint une grande composition inspirée par les paysans du village. Il retourne à la villa au bout d’un an, où il se lie d’amitié avec les farnésiens, pour la plupart des normaliens. Un voyage en Grèce lui donne le goût du classicisme.
Pierre Jérôme est de retour à Paris en 1938. Ses œuvres exécutées à Rome sont exposées au musée de l'Orangerie à Paris. En 1939, il est chargé par la direction des Beaux-Arts de décorer une des quatre entrées du pavillon de l’Eau à Liège. Il peint aussi une composition en frise évoquant les provinces du Nord et de l’Est de la France, destinée à l’Exposition du progrès social à Lille. Au retour d’un voyage aux Pays-Bas, où il admire la peinture des maîtres flamands et hollandais, il détruit toutes ses toiles, à peu près quatre-vingts, ainsi que ses dessins. Il rencontre souvent Raoul Dufy et se lie d’amitié avec l’ingénieur chimiste Marc Havel et le peintre Jacques Maroger. Ses nouveaux amis l’incitent à la recherche des procédés techniques des maîtres anciens. Cet intérêt ne le quitte plus par la suite et l’aide aussi dans l’enseignement qui forme la deuxième partie de son existence.
Pierre Jérôme est mobilisé en 1940 dès le premier jour de la Seconde Guerre mondiale. Il rejoint sa section à Bethel. La ville de Paris lui achète un tableau. Démobilisé en 1941 et revenu à Paris, il est sans ressources. Il subit l’Occupation, donne quelques leçons et exécute quelques rares portraits. Il décore le fond du chœur de l’église de Villeneuve-la-Garenne en 1942.
Il obtient la médaille d’or du Salon des artistes français de 1944 avec le Portrait de l’abbé Heidsieck. Son envoi au Salon provoque la rencontre avec Christiane Fuchs, sa future épouse. Son ami, le graveur Lemagny, lui fait obtenir un poste de professeur à Paris dans une académie de peinture du boulevard Saint-Germain, dirigée par Mademoiselle Joubert. Par la suite, cette académie fusionne avec l’Académie Julian, rue du Dragon, où Pierre Jérôme crée un cours de composition picturale. Dans l’assistance se trouve Jean Bernheim, qui l’accueille dans sa galerie.
En 1946, M. Torré, conservateur du musée de la Légion d'honneur, le charge de peindre les portraits de plusieurs généraux : Edgard de Larminat et Jean de Lattre de Tassigny. En parallèle, il réalise d’autres portraits dont ceux de l’amiral Georges Durand-Viel, de Jefferson Caffery, ambassadeur des États-Unis, de Charles Tillon, ancien ministre de l’Aviation, qui devient un de ses amis. Il est nommé membre adjoint au jury du concours pour le grand prix de Rome.
En 1948, par décret du ministre de la Guerre, il est nommé maître de dessin à l’École polytechnique. La galerie Bernheim Jeune du faubourg Saint-Honoré héberge sa première exposition en 1949. Les expositions dans cette galerie se succèdent (1950, 1953, 1955, 1958 et 1959). Il expose au Salon du dessin et de la peinture à l'eau, Paris. Il fait la connaissance en 1954 d’un grand collectionneur américain, Nathan Cummings, qui lui achètera de très nombreux tableaux, et devient sociétaire du Salon d’automne cette année-là. Sa première exposition à Liège en Belgique a lieu en 1955. Il exécute trois grandes décorations pour le nouvel hôtel des Postes à Reims (sujets historiques, trois panneaux de 3,50 × 1,75 m).
Il est nommé chevalier de la Légion d’honneur en 1956. Le 14 juin 1957, Pierre Jérôme épouse Christiane Hélène Fuchs à la mairie du 18e arrondissement de Paris. Il décore une école à Troyes en 1958 de deux panneaux de 3 × 2,50 m. Sa première exposition au Canada, à Toronto, a lieu en 1959. L'année suivante, il expose à New York, galerie Vercel. En 1962,1963 et 1964, il exposera de nouveau à la galerie Romanet-Vercel (New York et Palm Beach, Floride). L’Atelier Matignon à Paris l'exposeen 1961. Il est nommé chevalier des Palmes académiques. Il voyage en Israël en 1964. Le pays l’impressionne beaucoup, surtout la ville de Jaffa. Au retour, il peint une série de toiles vivement colorées de tendance plus abstraite. En 1965, il peint Le Carnaval étrange à la demande d’un collectionneur. La galerie des Anciens et des Modernes l'expose en 1967 à Paris. Cette année-là, il rencontre Hervé Loilier, élève de l’École polytechnique, qui deviendra son héritier spirituel et son premier biographe. En 1968 se tiennent des expositions à Thouars (Deux-Sèvres) et au Havre (Seine- Maritime). Pierre Jérôme assume la direction d’un atelier de peinture et de composition à l’Académie de la Grande Chaumière, dans la rue du même nom, à Paris, où une plaque conserve aujourd’hui encore le souvenir de son enseignement.
Il est promu officier des Palmes académiques et du Mérite en 1969. En 1970, à la suite d’un voyage en Bretagne, il peint une série d’études qui l’orientent vers une nouvelle manière, plus libre. Il prend sa retraite de l’École polytechnique en juin 1972, et expose à la galerie Air-France dans le quartier de Montparnasse à Paris. Les musées de Dunkerque, Dieppe, Le Mans montrent ses œuvres en 1976, et l'année suivant, il expose au musée des beaux-arts de Besançon. La bibliothèque Octavio-Paz, avenue Marceau à Paris, l'expose en 1979.
Pierre Jérôme meurt à son domicile du no 15 rue Hégésippe-Moreau à Paris le 11 mars 1982.
L’École polytechnique expose ses œuvres en 1984. Une exposition « Pierre Jérôme. Le maître retrouvé » se tient au Centre Cristel Éditeur d’Art, à Saint-Malo, du 16 avril au 18 juin 2016, où son œuvre majeure, Le Carnaval étrange, est montrée au public pour la première fois.

## Œuvres dans les collections publiques
- Chartres, musée des beaux-arts : Pierre Laurens sur son lit de mort, 1932, huile sur toile ;
- Dunkerque, musée des beaux-arts : Hommage à Jean Bart, 1976, huile sur toile, 150 × 300 cm ;
- Paris :
  - musée d'art moderne de la ville de Paris : un tableau de 1940 ;
  - musée de la Légion d'honneur :
    - Portrait du général de Larminat, 1946, huile sur toile ;
    - Portrait du général De Lattre de Tassigny, 1946, huile sur toile ;
    - Portrait du général Bloch d’Assault, 1946, huile sur toile ;
- Reims, nouvel hôtel des Postes : trois décorations, 1955, sujets historiques, trois panneaux ;
- Troyes : décoration d’une école[Laquelle ?] en 1958, deux panneaux.

## Élèves
- Alfred Defossez (né en 1932).
- Janik Gilbert-Rabeuf (née en 1932), élève de 1949 à 1951.
- Simone Tiersonnier (1910-1999), fréquente l'atelier de Pierre Jérôme à l'Académie Julian en 1965.

Http://www.jeanlallouetpeintre.com
Jean Lallouet peintre du mouvement né en novembre 1937 a Châteauneuf du Faou Finistère. Décédé le 29 mars 2021 a Quimper. Son œuvre très riche inspirée par ses nombreux voyages aborde des thèmes variés : régates, ethniques, chevaux et courses, monuments, nus, rugby, corrida, une esquisse originale représente même la vue de Paris depuis les locaux de l école.